# Węgorzewo
Węgorzewo (Duits: Angerburg) is een stad in het centrum van de Poolse woiwodschap Ermland-Mazurië, gelegen in de powiat Węgorzewski. De oppervlakte bedraagt 10,87 km², het inwonertal 11.719 (2005).
De naam van de stad is afgeleid van het Poolse woord Węgorz en het Oudpruissische woord angurgis voor paling (aal). Deze werden hier in het verleden in grote aantallen gevangen.

## Geschiedenis
Al in een kroniek uit het jaar 1335 wordt een "Angirburg“ genoemd, bestaand uit een blokhuis en een wachtoren met een palissade eromheen. In een later document van 1341 wordt bericht, dat bij de Angerburg twaalf Pruisische mannen wegens trouwe dienst met land aan de rivieren Worape en Angrabe (Angerapp) door de ridders van de Duitse Orde beloond werden. In 1363 vernietigede de Litauwse Grootvorst Kynstudt de Angerburg. Doch op dezelfde plek stichtte de Duitse Orde dertig jaar later een nieuwe burcht, dit keer van steen. Die diende ter verdere ontsluiting van hun gebied.
Aan het eind van de 15e eeuw was de omgeving rond de Angerburg al bewoond. Er werd landbouw bedreven en voor de bouw van een watermolen werd een meer opgestuwd. Rond 1450 ontwikkelde zich een dorp bij de burcht, waarvan de naam afwisselend Neudorf of Gerothwol genoemd werd.
Na de stichting van het Hertogdom Pruisen werd de Angerburg de plaats waar het districtshoofd zetelde. De plaats „Neudorf“ werd op 4 april 1571 op verzoek van de inwoners het stadsrecht en de naam Angerburg verleend. Bij een grote stadsbrand van 1608 werden grote delen van de stad vernietigd, onder andere de in 1528 gestichte houten kerk en het net twintig jaar oude raadhuis. De stad kreeg verder te maken met rampen, zoals de Zweeds-Poolse oorlog, de invallen van de Tartaren en meerdere pestepidemieën, de laatste in 1710. Economische bloei kreeg de stad pas weer toen in 1718 Angerburg garnizoensstad werd. Voor de economische ontwikkeling werd verder aan de rivier de Angerapp een haven aangelegd. In 1740 kreeg de stad een waterleidingstelsel en het garnizoen bouwde wel tien kazernes. In die tijd omvatte Angerburg ongeveer 1.800 inwoners. Daarna kregen te inwoners echter weer te lijden onder oorlogen. In de Zevenjarige oorlog bezetten Russische troepen de stad, in de napoleontische oorlogen brachten de Russen tyfus mee, aansluitend plunderen de Fransen en Polen de stad.
In 1818 werd Angerburg de regiostad voor de gelijknamige regio in Oost-Pruisen. In 1820 kwam er weer een positieve ontwikkeling op de stad toe, toen daar een lerarenopleiding en een doofstommenschool werden gevestigd. Het inwonertal steeg door naar 3.500. De kanalisering van de Angerapp en de uitbouw van de haven in 1856 lieten de economie verder groeien. De stad moest echter incasseren dat in 1858 het garnizoen verplaatst werd. Ook het gerecht en het openbaar ministerie vertrokken, omdat het regioparlement de verbinding met het nieuwe ontstane wegennet en het spoor verhinderde. Pas toen in 1898 eindelijk de spoorwegverbinding tot stand kwam, kon Angerburg zich als handelscentrum opwerpen. Grote betekenis kreeg de stad door die stichting van de gehandicapteninstelling "Bethesda", waardoor ze bekend werd. Bij de in het jaar 1842 gestichte Uitgeverij Priddat verscheen de krant "Bote am Mauersee“. In 1886 werd een tweede drukkerij gesticht, die vanaf 1905 de "Angerburger Kreiszeitung“ uitbracht. Deze beide kranten werden in 1936 gedwongen samengevoegd.
Kort voor het begin van de Eerste Wereldoorlog werd Angerburg weer garnizoensstad. Op dat moment was het inwonertal gestegen naar 5.800 inwoners. Bij de veldslagen aan de Masoerische Meren in september 1914 kwam het in de omgeving van Angerburgs tot heftige strijd. Daarom ligt in de buurt van Angerburg het Duits-Russische soldatenkerkhof "Jägerhöhe". De oorlog beïnvloedde de stad maar weinig en na afloop van de oorlog groeide de stad door de bouw van nieuwe wijken.
Door de totstandkoming van een regelmatige scheepvaartverbinding op de rivier de Angerapp ontstond met het toerisme een nieuwe vorm van inkomsten. Angerburg was het centrum voor het ijszeilen. Meermaals werden hier de Europese kampioenschappen ijszeilen op de "Mauersee" gehouden.
Op het moment van de machtsovername door de nationaalsocialisten in 1933 woonden 7.700 personen in de stad, die profiteerde van de komst van een cavalerieregiment. Door inlijving van naburige dorpen groeide Angerburg verder door, bij de laatste Duitse volkstelling in 1939 werden 9.846 inwoners geteld.
Toen tegen het einde van de Tweede Wereldoorlog de Rode legers van de Russen oprukten, werd Angerburg niet door het Duitse leger verdedigd, maar in het kader van een frontlijnaanpassing, opgegeven. Daardoor konden de inwoners makkelijker dan elders op de vlucht slaan. Daar het Rode leger al tot bij de "Elbing" opgerukt was en Oost-Pruisen afgesneden werd, bleef de meeste Angerburgers alleen de vlucht via de Frische Haff of over de haven  Pillau. Op 25 januari 1945 bezetten de Russen zonder strijd de verlaten stad en brandden die als oorlogsmisdaad voor het grootste deel af. Van de oude binnenstad bleven maar een paar gebouwen over. De stad werd voor ongeveer  80 % door hen vernietigd.
In mei 1945 plaatste het Rode leger de stad onder beheer van de Volksrepubliek Polen. Deze hernoemde Angerburg eerst tot tot Węgobork en daarna tot Węgorzewo. De oorspronkelijke inwoners waren grotendeels gevlucht en mochten niet terugkeren; net als in geheel Oost-Pruisen. De stad werd voortaan bevolkt door Polen. Onder de nieuwe inwoners bevonden zich overigens ook veel Oekraïners uit de Beskiden.
Na het einde van de communistische Volksrepubliek Polen in 1989 werd de plaats belangrijk voor toeristen met de Masoerische Meren.

## Geboren
- Mariusz Duda (muzikant)